# Rila-Kongress

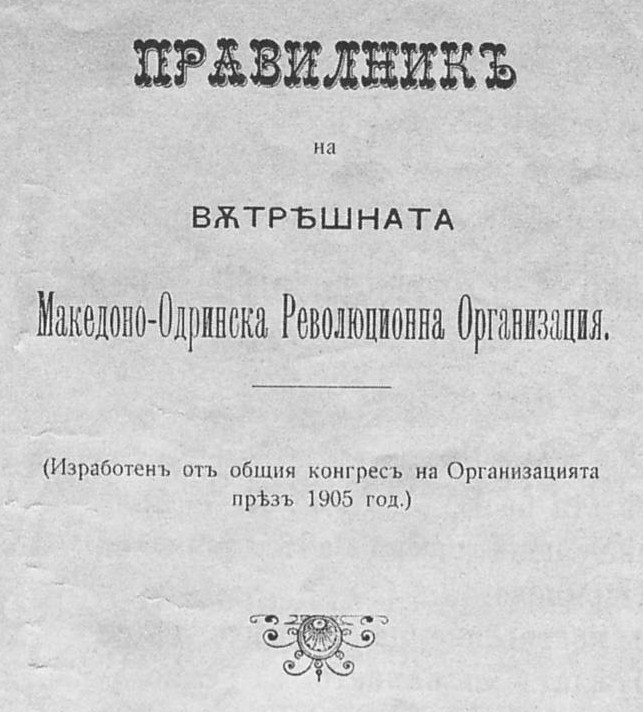
Während des Rila-Kongresses 1905 ausgearbeitete Satzung der WMORO

Rila-Kongress war eine mehrtägige Tagung der Inneren Makedonisch-Adrianopeler Revolutionären Organisation (bulgarisch kurz WMORO) die 1905 im bulgarischen Kloster Rila stattfand. Er war der erste Kongress nach dem gescheiterten Ilinden-Preobraschenie-Aufstand von 1903 und der vierte der gesamten Organisation.

## Teilnehmer
Der Kongress hatte insgesamt 21 Teilnehmen aus alles Revolutionäre Regionen. Für Vorsitzender des Kongresse wurde in geheimer Wahl Dame Gruew und für Sekretär Argir Manasiew gewählt.
| - Revolutionäre Region von Skopje - Dame Gruew, - Mische Razwigorow - Petar Kuschew                           | - Revolutionäre Region von Bitola - Pere Toschew - Gjortsche Petrow - Boris Sarafow - Georgi Christow - Pawel Christow | - Revolutionäre Region von Thessaloniki - Boris Montschew - Argir Manasiew - Dobri Daskalow                             |
| - Revolutionäre Region von Strumica - Christo Tschernopeew - Stojo Chadschiew - Iwan Iliew - Manusch Georgiew | - Revolutionäre Region von Serres - Jane Sandanski - Lasar Tomow - Iljia Baltow                                        | - Revolutionäre Region von Adrianopel - Lasar Madscharow - Stamat Ikonomow - Kliment Schapkarew - Petar Waskow (fehlte) |

## Entscheidungen
Auf dem Kongress, der fast ein Monat andauerte wurde Frage zur Weiterentwicklung der Organisation und ihre Struktur diskutiert. Dabei wurde eines Zentralkomitee (Führungsorgan der WMORO) wurden Dame Gruew, Pere Toschew und Todor Popantow (aus der Revolutionäre Region Serres) gewählt. Als so genannten Auslandsvertreter (Vertreter der Organisation in Bulgarien) wurden Dimitar Stefanow (aus der Revolutionäre Region Adrianopel), Gjortsche Petrow und Petar Poparsow (Gründer der WMORO) gewählt. Für den Redaktor des offiziellen Organ der Organisation, Rewoljuzionen list (bulg. Революционен лист, zu dt. etwa Revolutionäres Blatt) wurde Dimo Chadschidimow gewählt.
Weiter wurde beschlossen, die „Geheime Makedonisch-Adrianopeler Revolutionäre Organisation“ in „Innere Makedonisch-Adrianopeler Revolutionäre Organisation“ umzubenennen und ein Ultimatum zur Auflösung des rivalisierenden Obersten Makedonisch-Adrianopeler Komitees (WMOK) gesetzt. Das Ultimatum wurde von Vorsitzen des WMOK Iwan Zontschew angenommen, was zur Vereinigung der beiden Organisationen führte.